# Autoroute A30 (France)
Pour les articles homonymes, voir A30.
L'autoroute A30 (appelée aussi : autoroute de la Vallée de la Fensch) est une autoroute française qui relie Richemont (Moselle) à la frontière belge à hauteur de Mont-Saint-Martin (Meurthe-et-Moselle). Elle fait partie des routes européennes E44 et E411.

## Caractéristiques
L'A30 est de type 2 × 2 voies sur toute sa longueur, excepté sur le tronçon du tunnel du Bois des Chênes (monotube à 2 × 1 voies). Elle se prolonge au Nord par la RN 52, tronçon de type 2 × 2 voies séparées, jusqu'à Longwy puis sur une voie jusqu'à Mont-Saint-Martin et la frontière belge, à Aubange, où elle devient l'autoroute belge A28.

## Historique
Construite au début des années 1990, l'A30, aussi dénommée Autoroute de la Fensch, dessert la vallée du même nom. Elle a initialement été construite pour faciliter la circulation entre Uckange et Fontoy. En effet, la RN 52, axe historique doublé par l'A30, présente un tracé exclusivement urbain. D'abord à vocation interurbaine, l'A30 vise à relier les Pays-Haut à la vallée de la Moselle. Cependant sa requalification en voie de transit de dimension internationale n'est pas a priori exclue. La fermeture de l'A31 au sud de Thionville, en 2005, - rouverte depuis a donné à l'A30 un statut d'autoroute de transit international. Ainsi, elle a offert la possibilité d'un nouvel espace de transit sur les axes Belgique-Lyon et Pays-Bas-Lyon. Elle pourrait ainsi désengorger l'A31, dont la trafic est supposé arriver à saturation dans la prochaine décennie. Il parait alors judicieux de renforcer et prolonger la réflexion sur les possibilités qu'offrent cette autoroute.
La circulation est rarement dense sur cette autoroute, mais le taux d'accidents est devenu inquiétant ces dernières années, notamment dans le descente du Bois des Chêne, pourtant limité à 90 km/h, souvent glissante et verglacée en hiver, bien que munie d'un revêtement antidérapant.
Dans l'optique de la création d'une liaison internationale, plusieurs hypothèses peuvent être envisagées, à plus ou moins long terme :
- création d'un tronçon autoroutier reliant l'A30 à l'A4 luxembourgeoise, d'Aumetz à Belval. On peut raisonnablement penser que ce tronçon aurait l'avantage de soulager la traversée de ville comme Audun-le-Tiche, Villerupt et Esch. Mais aussi d'offrir un second accès autoroutier entre France et Luxembourg, autre que celui passant par la traditionnelle A31-E25.
- Création d'un seconde liaison Belgique/Pays-Bas -France qui éviterait le Luxembourg et l'A31 jusqu'à Richemont. Pour cela, il reste à mettre la RN 52 aux normes autoroutières au droit de Longwy (notamment avec le doublement du viaduc de la Chiers, du contournement de Longwy et de Mont-St-Martin) et de mettre la RN 52 aux normes autoroutières strictes entre Longwy et Aumetz.

En tout état de cause, le débat sur la saturation de l'A31 et ses éventuelles alternatives devra prendre en compte les possibilités offertes par cette autoroute. Cependant, la réalisation de certains travaux se fait toujours attendre, en 2014. Et l'on ne voit toujours pas venir la mise aux normes autoroutières de la RN 52.
Dans le cadre de désengorger les principaux axes France-Belgique/Pays-Bas, l'A304, prolongation de l'A34 vers la frontière belge (en direction de Charleroi) a été ouverte en 2018, ce qui pourrait ralentir le projet de l'A30.

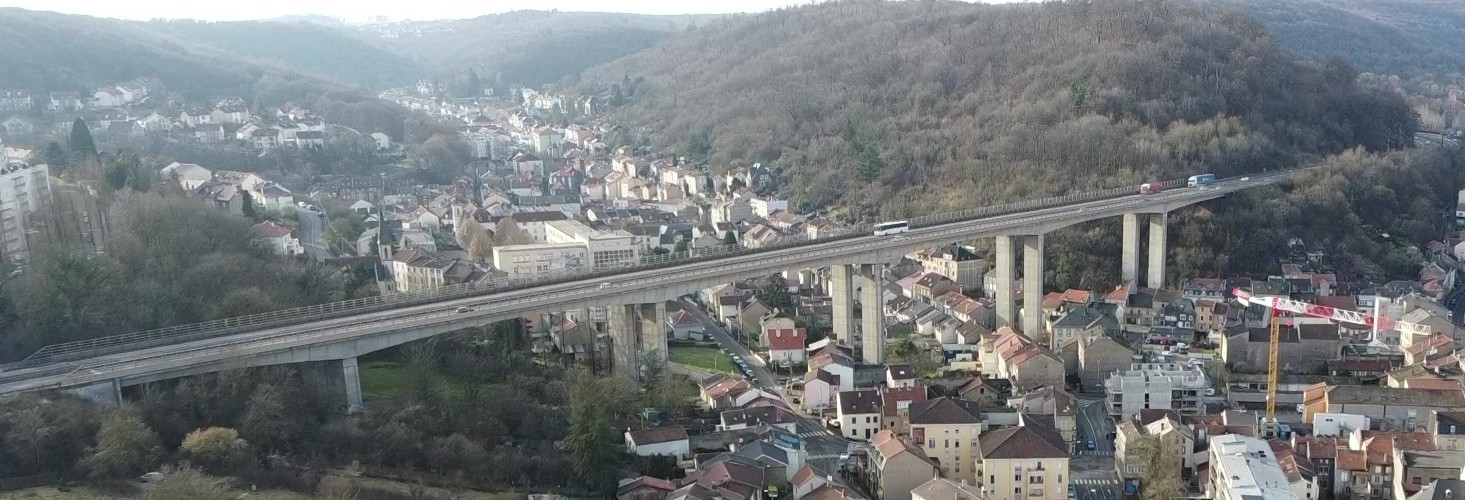
Vue d'ensemble du viaduc d'Hayange

## Tracé
Le kilométrage commence par le sud, à hauteur du débranchement d'avec l'A31 (nommé officiellement Triangle de la Fensch, plus couramment appelé "Patte d'oie de Richemont"). L'autoroute passe alors au-dessus de la RD 953 (axe Uckange-Richemont notamment) pour ensuite contourner Uckange par le sud, puis, plus loin la ZI St-Agathe. Le paysage est alors à dominante urbaine, puisque cette section marque le début de la vallée de la Fensch. L'A30 coupe ensuite la RN 52 (historiquement l'axe majeur de la liaison Pays-Haut-Vallée de la Moselle) au droit de Sérémange & Fameck. C'est à ce moment que le tissu urbain devient le plus dense et contraignant pour le tracé de l'autoroute. Elle contourne Sérémange et Hayange par l'ouest, surplombant ainsi la vallée, offrant par ailleurs plusieurs vues d'ensemble sur le patrimoine industriel de la Fensch. Après la sortie Hayange, le tracé devient plus difficile. Hayange est survolée via le viaduc éponyme. Dès lors, l'autoroute quitte la vallée de la Fensch, via le tunnel de Bois des Chênes, sorte de frontière entre le paysage urbain de la vallée et celui, plus champêtre, des Pays-Haut naissant. Après la montée du Bois des Chêne, le tracé est plus rectiligne, ressemblant à celui d'une autoroute de liaison classique. Elle contourne Fontoy par l'ouest en coupant la ligne SNCF Valenciennes-Thionville. Elle gagne alors les Pays-Haut proprement dit, le trafic augmentant significativement à l'entrée/sortie de/vers Thionville (axe Thionville/Longwy). L'autoroute, dans un paysage franchement campagnard, se transforme en voie rapide au moment d'entrer en Meurthe-et-Moselle. Au droit d'Aumetz, un échangeur la relie à l'axe Etain/Briey-Luxembourg. 
On notera qu'entre Uckange et Fontoy, l'axe routier majeur qui représente une alternative à l'A30 est la RD 952, qui obéit à un tracé quasi exclusivement urbain.
- Axes desservis par l'A30 :
  - Longwy-Thionville
  - Longwy-Metz
  - Arlon-Metz
  - Nord-Meusien-Metz/Thionville
  - Metz-Esch/Alzette
  - Possibles si aménagements:
  - Bruxelles-Lyon-Marseille
  - Rotterdam-Lyon
  - Rotterdam-Milan

## Son parcours
Section non-concédée gérée par la DIR Est et gratuite.
- Échangeur entre A31 et A30 : Metz, Mondelange (demi-échangeur ; de et vers Metz)
  -   2 × 2 voies et limitation à 110 km/h.
- 1 Uckange : Uckange, Richemont, Guénange, Bousse
- 2/2a/2b Fameck - Feltière : Florange, Fameck - centre, Serémange-Erzange, Thionville, Rombas
- 3 Hayange : Hayange - centre, Neufchef (demi échangeur, de et vers Metz)
- 4 Nilvange-Knutange : Hayange - ouest, Nilvange, Knutange, Algrange (pas d'entrée vers Longwy, trois-quarts échangeur)
  -  Aire de repos de la Castine (sens  Metz-Longwy)
  -  Aire de repos du Bois des Tillots (sens  Longwy-Metz)
- 5 Fontoy : Fontoy, Audun-le-Roman, Briey, Boulange
- 6 Havange : Havange, Boulange, Tressange, Thionville, Angevillers
- 7 Aumetz : Briey, Audun-le-Tiche, Étain, Audun-le-Roman, Aumetz, Esch-sur-Alzette ( Luxembourg)
  -  Fin de l'autoroute A30 et devient  RN 52

## Lieux sensibles
- Viaduc de Hayange

2 × 2 voies (90 km/h)
- Tunnel du Bois-des-Chênes (Hayange)

2 × 1 voies (70 km/h)

## Projet
Malgré certains événements (notamment l'ouverture de l'A304) qui ralentissent le projet, l'absorption de la RN 52 entre Crusnes et Mont-Saint-Martin devrait voir le jour en 2020-2025.